# Tramwaje w Izmirze
Tramwaje w Izmirze – system komunikacji tramwajowej działający w tureckim mieście Izmir. 

## Historia
Pierwsza linia tramwajowa w Izmirze została otwarta w 1890 roku, pomiędzy dworcem kolejowym Alsancak a molo Pasaport, wzdłuż Kordonu (promenady). Na tej linii kursowały także tramwaje konne, które przewoziły pasażerów kolejowych z Pasaport do stacji Alsancak. 
W 1901 roku linia ta została przedłużona do nowo wybudowanej Wieży Zegarowej. Druga linia tramwajowa została otwarta w 1906 roku w Karşıyaka, prowadząc od molo Karşıyaka do dworca kolejowego Karşıyaka. W 1907 roku ukończono dwie kolejne linie w Karşıyaka: Karşıyaka molo-Alaybey oraz Karşıyaka molo-Bostanlı.
W 1927 roku tramwaje w Izmirze zostały zelektryfikowane, a także uruchomiono linię Konak-Reşadiye (Güzelyalı). Nowe, różowe tramwaje stały się symbolem rozkwitu systemu tramwajowego w latach 1927-1939. 
Wzrost popularności samochodów i autobusów przyczynił się jednak do stopniowego zaniku tramwajów. Pierwsze linie zlikwidowano w Karşıyaka, gdzie 1 października 1939 roku Gmina Karşıyaka usunęła wszystkie tramwaje. W 1950 roku zlikwidowano linię Konak-Reşadiye, pozostawiając linię Konak-Alsancak jako ostatnią w mieście. W 1956 roku zlikwidowano odcinek Alsancak-Pasaport, a na początku lat 60. XX wieku zamknięto ostatnią linię tramwajową w Izmirze, kończąc tym samym erę tramwajów w mieście. Niektóre linie tramwajowe zostały przekształcone w trasy trolejbusowe.

## Współcześnie
W kwietniu 2017 roku uruchomiono linię tramwajową T1 Karşıyaka o długości 8,8 km, z 15 przystankami na trasie Alaybey – Mavişehir İZBAN. 
W marcu 2018 roku uruchomiono linię T2 Konak o długości 12,8 km, z 19 przystankami na trasie od Placu Fahrettin Altay przez Konak do Halkapınar.
W styczniu 2024 oddano do użytku linię T3 Ring Tramvay Hattı o długości 12km, z 14 przystankami.